# Faith Newman
Faith Cassidy Newman est un personnage de fiction du feuilleton télévisé Les Feux de l'amour. Elle est née le 30 septembre 2009 aux États-Unis. Cet épisode est diffusé en France le 12 avril 2013 sur TF1. Nous avons 3 ans et 7 mois de retard par rapport à la diffusion américaine.

## Histoire

### La conception de Faith
En 2009, Sharon est au plus mal (mort de Brad, divorce avec Jack, sentiment amoureux pour Nick...), elle commencera par avoir une relation purement sexuelle avec William Abbott, puis couchera avec Jack et Nick. Peu de temps après, elle apprendra qu'elle est enceinte, Nick décidera de quitter Phyllis pour se remettre avec Sharon pensant que l'enfant est de lui. En effet en 2006, un an après la mort de Cassie, elle était apparue dans l'un de ses rêves pour lui annoncer la naissance prochaine d'une fille qu'il aurait avec Sharon. Elle et Nick nommeront leur enfant "Faith Cassidy Newman" si c'est une fille, comme Cassie l'avait dit à Nick.
Mais au moment où Sharon a les résultats des tests prouvant que c'est une fille et que Nick est le père, Summer la fille de Nick et Phyllis est empoisonnée par Patty Williams, une dangereuse psychopathe, et se retrouve dans le coma. Voyant que Nick est attaché à sa famille, Sharon décide de lui faire croire que c'est Jack le père. Nick décide de retourner vers Phyllis et Summer tandis que Sharon se fait interner en hôpital psychiatrique pour sa kleptomanie.
Mais alors que Sharon discute avec sa mère Doris Collins, elle lui annonce que c'est Nick le père alors que ce dernier était dans le couloir. Nick se confronte à Sharon, il lui dit qu'il ne divorcera pas de Phyllis mais sera là pour Faith.

### La naissance de Faith
Quelques mois auparavant, Ashley Abbott tombe enceinte de Victor Newman, le père de Nick, mais sera harcelée par Adam, le fils de Victor, qui la rend folle. Elle perd son bébé lors d'une chute dans les escaliers. Adam décide de faire du chantage au docteur pour qu'il fasse croire à Ashley et Victor que leur enfant va bien. Ashley fait une grossesse nerveuse. Elle devient très amie avec Adam sans savoir ce qu'il lui a fait, elle décide d'appeler son enfant “Hope”(espoir) si c'est une fille, en l'honneur de Hope la mère d'Adam. Ashley décide de quitter Victor et est internée dans le même HP que Sharon.
Sharon accouche avec l'aide du docteur et d'Adam, elle s'évanouit ; Adam prend le bébé pour le donner à Ashley en lui faisant croire qu'elle vient d'accoucher, Ashley est aux anges. Le docteur annonce à Sharon que sa fille est mort-née, sans voir le corps Sharon décide de la faire incinérer. Sharon est effondrée, elle vient de perdre un troisième enfant. De son côté Ashley décide au dernier moment d'appeler son bébé Faith (croyance, espoir), prénom qui avait aussi été choisi par Sharon pour son bébé. Le 2e prénom de la petite Faith est "Colleen", pour rendre hommage à Colleen Carlton qui vient tout juste de mourir noyée, après avoir été prise en otage par Patty Williams, et dont le cœur a été transplanté à Victor...
Sharon décidera de disperser les cendres de Faith au Chalet Abbott et Nick viendra la rejoindre. Ensuite Sharon entame une relation avec Adam. Ils finissent par se marier.

### La vérité sur Faith
Le 23 mars 2010, toute la vérité éclate sur la petite Faith. 6 mois après sa naissance, Sharon et Ashley découvrent la vérité, grâce à Phyllis qui trouve une note laissée par le Docteur Taylor qui vient de mourir (ces épisodes arriveront en France vers le 7 octobre 2013 sur TF1). Faith Colleen Newman est renommée Faith Cassidy Newman et retrouve sa vraie famille. Les débuts avec Sharon sont difficiles car elle ne comprend pas ce changement de vie si radical.

### Faith et sa nouvelle vie de famille
À la suite de cela, Sharon et Nicholas se rapprochent de plus en plus. Le 1er avril 2010, Sharon fait annuler son mariage avec Adam et le soir même, celui-ci meurt dans l'incendie de l'Athlétic Club. Finalement, il sera prouvé que ce n'est pas Adam qui est mort, qu'il a monté sa mort et qu'il réside au Brésil avec sa complice Skye Lockhart. Victor réussit à le ramener à Genoa où il est arrêté. Mais Skye réussit à le faire sortir de prison grâce à un excellent avocat Vance Abrams et en échange, il est contraint de l'épouser. Cependant, il aime toujours Sharon. Celle-ci ne veut plus rien avoir affaire à lui et Nick se montre très protecteur envers son ex-femme et sa fille, ce qui agace au plus haut point Phyllis.
Le 30 septembre 2010, Nick et Sharon fêtent le premier anniversaire de leur fille ensemble chez Sharon. Un moment donné, ils s'embrassent mais s'accordent à dire que c'était une erreur qu'ils ne doivent plus faire. Mais en novembre 2010, Phyllis demande le divorce et Nicholas et Sharon se remettent ensemble peu après. Très vite, il la redemande en mariage et elle accepte. Mais perturbée par les sentiments qu'elle ressent à la fois pour Nick et Adam, Sharon décide de s'aérer à la Nouvelle-Orléans. Adam la retrouve et ils passent la nuit ensemble. Mais Nicholas qui est venu la rejoindre pour la prévenir de la disparition inquiétante de Skye les retrouvent ensemble et décident de mettre un terme à leur relation. Quant à Adam, il se fait arrêter car la police pense qu'il l'a tué et fait disparaître son corps.
Alors, Sharon s'engage dans une relation tumultueuse avec Adam et s'évertue à prouver son innocence se mettant tout le monde à dos et délaissant la petite Faith. C'est ainsi que Faith vient habiter avec son père et Summer. Mais en décembre 2010, Sharon et Adam découvrent que Skye est en bien en vie à Hawai et qu'elle a monté sa mort avec Victor pour se venger d'Adam qui ne lui a jamais rendu tout l'amour qu'elle avait pour lui. Le 29 décembre 2010, Sharon décide de s'y rendre et retrouve Skye sur le cratère d'un volcan lors d'une excursion nocturne. Etant donné que Skye refuse de la suivre pour prouver l'innocence d'Adam, Sharon décide de la prendre en photo mais Skye tente de lui arracher l'appareil des mains et tombe accidentellement dans le cratère. Sharon lui tient la main et lui promet qu'elle ne la laissera pas tomber. Mais Skye refuse et glisse volontairement dans le cratère. Ce qu'elles ne savent pas à ce moment-là, c'est que Victor est présent caché dans la nuit noire et les entend.
De retour à Genoa et sans preuve, Sharon clame qu'elle a vu Skye à Hawai mais qu'elle est morte sous ses yeux. Naturellement, personne ne la croit, dans un premier temps. Cependant Jack, curieux de savoir si Victor aurait seulement pu faire inculper son fils pour un crime qu'il n'a pas commis, se rend à Hawai et constate finalement que Skye était bien à là-bas avant de mourir en découvrant sous les décombres de sa cabane (que Victor a brûlé) son parfum ainsi que son porteclé. Adam finit par être libéré et Sharon lui propose d'emménager chez elle. Il accepte. Quand Nick l'apprend, il demande immédiatement la garde exclusive de Faith car il refuse qu'elle côtoie son ravisseur mais il ne l'obtient pas car rien ne peut empêcher Faith d'être avec sa mère. Mais quelques jours plus tard, Sharon est arrêtée pour le meurtre de Skye. En effet, après avoir écouté ses dires quant à la nuit où Skye est morte, la police pense qu'elle a volontairement lâché la main de Skye au-dessus du cratère afin de la tuer. La juge des enfants revoit alors sa décision et décide d'accorder la garde exclusive de Faith à Nick (épisode diffusé en France fin juillet 2014 sur TF1).

### Faith, de nouveau séparée de sa mère
Le 29 mars 2011, c'est le début du procès de sa mère. Le 8 avril, la sentence tombe : Sharon est reconnue coupable du meurtre de Skye. Après la sentence, elle s'évade du tribunal aidée par Adam. Elle s'arrête dans des toilettes au bord de la route afin de se teindre les cheveux en brun et changer de vêtements. Elle se rend ensuite chez sa mère, à qui elle demande une seule chose : de veiller sur Faith. Mais Doris tente de lui faire comprendre que s'évader n'est pas la solution et qu'en restant à Genoa, elle pourra elle-même veiller sur sa fille. Elle veut appeler la police, mais Sharon refuse. Elles se disputent et Sharon finit par s'en aller en claquant la porte. Juste après, elle téléphone Adam. Elle lui dit qu'elle en a marre et qu'elle ne sait pas comment elle pourra vivre constamment en cavale. Mais Adam, à Saint-Martin afin d'emmener Phyllis et Nick sur une fausse piste, la remotive et lui dit qu'il compte venir à sa rencontre le soir-même. Alors Sharon, à la Nouvelle-Orléans, décide de s'arrêter dans un hôtel en bord de route. Seule dans sa chambre, elle réalise qu'elle inflige à ses enfants la honte d'avoir une mère accusée de meurtre et en cavale et prend conscience des erreurs qu'elle a accumulé. Elle décide alors de ne pas attendre Adam et de partir en cavale seule. Avant de partir, elle écrit 3 lettres d'adieu pour Adam, Noah et Faith qu'elle laisse sur la table de chevet. De nouveau sur la route, Sharon se fait attaquer par un couple qui lui vole sa voiture mais aussi ses bijoux dont sa bague de fiançailles. N'ayant plus de papiers ni de voiture, elle erre au bord de la route jusqu'au moment où elle trouve un dinner dans lequel elle s'arrête pour manger. Pendant ce temps, Adam arrive à l'hôtel de Sharon mais constate qu'elle n'est pas là. Le propriétaire le fait entrer dans sa chambre et là, il tombe sur les lettres qu'elle a laissé. Il lit celle qui lui est adressée et comprend que Sharon ne l'a pas attendu. Il est encore sous le choc par rapport à ce qu'il a lu quand le propriétaire l'informe qu'il y a eu un accident de voiture non loin de l'hôtel et que la voiture correspond à celle de Sharon. Au dinner, Sharon entend aussi qu'il y a eu un accident de voiture mais que la conductrice en est morte, gravement brûlée et "qu'il pourrait s'agir de Sharon Newman à cause de la photo du faux permis de conduire retrouvé dans son sac côté passager". Elle comprend alors que c'est la femme qui lui a volé sa voiture qui est morte et qu'on pense que c'est elle-même. Sharon paie et s'en va immédiatement du dinner. Elle se dit que c'est peut-être mieux qu'on la pense morte finalement. Adam, lui arrive sur le lieu de l'accident et voit l'ampleur des dégâts. Plus tard, il va reconnaître le corps et en voyant la bague de fiançailles de sa mère qu'il a donné à Sharon au doigt du cadavre, il confirme au médecin légiste que c'est bien elle. Elle est alors officiellement déclarée morte le 15 avril 2011 (épisode diffusé en France début octobre 2014 sur TF1). Au petit matin, Sharon continue d'errer dans le désert jusqu'au moment où elle trouve une grange qui semble abandonnée. Elle prend des duvets et s'endort sur du foin. Mais alors qu'elle dort, un homme la réveille. Tout d'abord effrayée, Sharon se lève vivement et le menace avec une fourche. Mais l'homme lui dit qu'il ne lui veut aucun mal et qu'elle est dans sa grange. Finalement, Sharon pose la fourche et s'excuse. Au moment de partir, une des brebis de l'homme s'apprête à mettre bas. L'homme lui demande son aide. Elle accepte et ensemble aident la brebis à mettre bas. Ensuite l'homme se présente à Sharon en lui disant qu'il s'appelle Sam Gibson et elle, lui donne un faux nom : Sheri Coleman.
Le 18 avril 2011 (épisodes qui seront diffusés en France début octobre 2014 sur TF1), la ville de Genoa apprend qu'elle vient de mourir dans un accident de voiture. Toute sa famille est anéantie. Quelques jours plus tard, le 22 avril, auront lieu ses funérailles où son père tient un discours en mémoire de sa mère en disant qu'elle a toujours compté pour lui et qu'elle a été son premier grand amour. Victor dépose une injonction contre Adam, qui souhaite aussi y participer, l'empêchant de venir à l'église sous peine d'être arrêter. Cependant, l'injonction de Victor n'arrête pas Adam. Il s'introduit dans l'église en passant par le clocher et une fois dedans, il fait le procès de chacun des Newman. Après avoir fait son speech, Adam est arrêté. C'est alors qu'il appelle son père et lui demande de venir le rejoindre à la prison. Là, il lui propose de lui donner les lettres que Sharon a écrites s'il fait en sorte d'annuler les charges qui pèsent contre lui. Victor refuse dans un premier temps mais après s'être concerté avec Nick et Noah qui pensent qu'il faut qu'ils récupèrent les lettres, surtout pour Faith qui n'aura aucun souvenir de sa mère plus grande, il accepte et c'est finalement Noah qui annule ses charges contre son oncle. Cependant, après avoir lu ces lettres, le procureur conclut que Sharon s'est suicidée, ce qui choque toute sa famille puisque tous savent qu'elle ne se serait jamais suicidée. A la Nouvelle-Orléans, Sharon apprend que tout le monde pense qu'elle s'est suicidée en regardant son profil Faceplace, ce qui l'attriste énormément.

### Le retour de Sharon
Le 8 juillet, Nick, Doris, Noah et Faith lui rendent un dernier hommage. Sa mère dit qu'elle a été "sa baby girl". Noah parle pour lui et sa petite sœur. Il lui dit qu'il l'aime et qu'elle lui manque. Nick dit qu'elle a été son premier amour et sa meilleure amie malgré leur divorce. Puis sur le pont du parc de Genoa, il disperse ses cendres pour qu'ils puissent tous faire leur deuil. Pendant ce temps à la Nouvelle-Orléans, Sharon fait à sa nouvelle vie. Sam la sent beaucoup plus sereine, c'est alors qu'il lui propose d'aller au bal de la ville avec lui. Elle refuse. Cependant, Sam doit quand même y aller parce qu'il s'est engagé à aider pour les préparatifs. Après le départ de Sam, Piper arrive, en pensant partir à la fête avec "Sheri" mais celle-ci lui annonce qu'elle ne compte pas y aller. Elle accepte finalement quand elle lui dit que c'est la première fois que Sam se rend au bal depuis que sa femme l'a quitté. Elle fait donc une surprise à Sam en arrivant à la fête, avec Piper, avec la robe qu'il lui a acheté. Sam lui présente ses amis, dont le policier qu'il l'arrêté sur la route après son évasion, la propriétaire du dinner dans lequel elle est allée après s'être faite volé sa voiture et enfin le père de Piper, policier aussi. Au cours de la fête, l'homme qui a volé sa voiture tente de voler celle de la propriétaire du dinner. Il est maîtrisé par les amis policiers de Sam, qui le ramènent à l'intérieur de la grange où a lieu la fête pour que la femme le reconnaisse. Sauf qu'en entrant, il reconnaît parfaitement Sharon, de même qu'elle. Les amis policiers de Sam l'amènent dehors et là il leur explique que Sharon Newman est bien en vie et à l'intérieur. Ils rentrent dans la grange et arrête Sharon devant tout le monde. Sam ne comprend pas, Sharon a juste le temps de lui dire qu'elle lui a menti à propos de son identité et qu'elle est désolée. Piper est en larmes. Au même moment, Adam trouve la carte mémoire de l'appareil photo de Sharon contenant la vidéo avec Skye juste avant sa mort. Il peut donc laver le nom de sa bien-aimée.
La nouvelle quant à l'arrestation de Sharon se répand le soir-même à Genoa. Ce sont tous d'abord Nick et Phyllis qu'ils l'apprennent par téléphone, puis Noah à la télé et enfin Jack et Adam sur Internet. Le 11 juillet (épisodes qui seront diffusés en France fin décembre 2014 sur TF1), elle est transférée à Genoa. Phyllis se rend au poste pour voir Sharon de ses propres yeux. Nick la suit et lui demande de s'en aller pour éviter un scandale. Il demande des explications à Sharon mais en les entendant, il pète un plomb. Il n'arrive pas à croire qu'elle n'ait pas pensé que se faire passer pour morte a été douloureux pour tous ses proches. Il la blâme pour ce qu'elle a fait et s'en va. C'est ensuite Adam qui parle avec elle. Il est plus heureux que jamais, ayant rêvé que ce jour arrive. Il ne lui en veut pas du tout. Sharon est heureuse aussi mais elle se sent coupable de l'avoir trompé avec Sam. Elle décide alors de tout lui dire sauf qu'Adam, vraiment très heureux, ne la laisse même pas parler. C'est alors que Sam débarque ! Sharon n'en revient pas, Adam se retourne et le voit. Les deux hommes comprennent alors ce qu'ils sont pour Sharon. Sharon tente de le retenir mais Adam s'en va, se sentant trahi. Quand il apprend que sa mère est en vie, Noah refuse d'aller la voir. Mais Eden, finalement, réussit à le convaincre d'aller la voir. Leurs retrouvailles sont émouvantes. Noah dit à sa mère qu'il lui pardonne tout. De plus, il lui dit qu'Adam a trouvé la preuve de son innocence. Mais pendant ce temps, Adam, fou de rage d'avoir été trompé, jette la carte mémoire depuis le pont du parc. Le lendemain, Sharon a une discussion avec Sam. Elle s'excuse encore de lui avoir menti. Elle répond à toutes ses questions mais au bout d'un moment, elle lui demande de partir, retourner au ranch et à sa vie de vétérinaire seul en oubliant qu'il l'a rencontré et ce qu'il s'est passé entre eux. Sam refuse de partir pour le moment, il veut en savoir plus sur ses déboires judiciaires et à partir de là, il décidera de ce qu'il fera. Finalement, c'est Victor qui le convainc de rester pour Sharon. Ensuite, Sharon demande à Adam de venir la voir. Elle lui explique tout, avec Sam. Adam lui dit qu'il est très déçu qu'elle n'ait pas essayé de le contacter parce qu'il aurait été prêt à l'aider. Sharon lui dit alors qu'elle l'a vu à la fête du plus bel agneau de San Pueblo mais qu'elle n'a pas été le voir pour ne pas l'impliquer dans sa cavale. Quand elle lui demande pour la preuve de son innocence, Adam lui ment ouvertement en lui disant qu'il n'a finalement rien trouvé. Malheureusement, sans cette épreuve, rien ne peut la sauver. Le lendemain, la juge la condamne à 25 ans de prison pour meurtre avec préméditation et 5 ans en plus pour s'être évadée. Sharon est bouleversée. Victor, qui est venue à l'audience, lui promet qu'il la sortira de prison. Mais Sharon a perdu tout espoir. Victor tient Leslie responsable de la sentence de Sharon. Pour lui, elle ne l'a pas bien défendu. Il décide alors d'engager une nouvelle avocate pour la défendre, la célèbre Avery Bailey Clark le 27 juillet (épisode diffusé en France le 6 janvier 2015 sur TF1) après l'avoir convaincu d'abandonner toutes ses autres affaires pour elle. Après avoir essayé de retrouver la carte mémoire auprès d'Adam, elle tente d'organiser un nouveau procès pour Sharon en montrant qu'il y a eu vice de procédure dans le premier. Pour ce faire, elle révèle que les jurés se connaissaient déjà avant le début du procès et met le procureur au pied du mur qui est obligé de lui céder. Ce nouveau procès débute en septembre. Adam témoigne contre Sharon, expose son infidélité avec Sam, affirme qu'elle a voulu abandonné ses enfants et dit qu'il ne sait pas si Sharon a tué Skye. Mais Avery le discrédite quand elle le fait lire devant la cour le compte rendu du témoignage qu'il a fait après la première arrestation de Sharon dans lequel il dit qu'elle n'aurait jamais pu tuer Skye et qu'elle n'était pas allée à Hawai dans ce but. Sentant que le procès débute mal pour lui, le procureur propose le jour-même une offre à Sharon : si elle plaide coupable, elle ne fera que 18 mois de prison. Sharon accepte au grand regret de Victor et Avery. Pour lui faire changer d'avis au dernier moment, Avery demande à Nick d'emmener Noah et Faith au tribunal lorsque Sharon rendra sa décision au juge. Sa stratégie se révèle payante puisqu'en voyant ses enfants, Sharon refuse la proposition du procureur. Elle ne veut pas reconnaître quelque chose qu'elle n'a pas fait. Ashley propose à Nick de garder Faith plusieurs fois, ce qui les rapproche toutes les deux. Le frère de Faith, Noah Newman, encourage Nick à amener Faith rendre visite à Sharon en prison, ce qu’il accepte à contrecœur. Sharon retrouve Faith après son acquittement, et ils partent ensemble au Nouveau-Mexique en vacances.

### Le mensonge de Sharon et ses répercussions
Sharon souffre d’une dépression nerveuse et est diagnostiquée avec un trouble bipolaire, laissant Nick élevés Faith seul pendant plusieurs mois. L’année suivante, Sharon profite de la désapprobation de Faith envers la petite amie de Nick (et future fiancée) Avery Bailey Clark, dans l’espoir de détruire leur relation. Pendant ce temps, Faith crée une amitié avec Dylan McAvoy, qui s’avère être le demi-frère de Nick. Nick et Sharon se fiancent à nouveau, et Faith rencontre sa sœur, Mariah Copeland. Les fiançailles se terminent lorsque Nick apprend que Sharon avait trafiqué un test ADN et l’avait amené à croire qu’il n’était pas le père de Summer Newman. Un conflit pour la garde de Faith s’ensuit entre Nick et Sharon, Nick utilisant les problèmes de santé mentale de Sharon pour obtenir la garde complète de Faith. Après être revenue à la garde partagée, leur relation devient à nouveau hostile quand il est révélé que Sharon avait élevé ce que l’on croyait être le fils de Nick, Christian Newman, comme son propre enfant avec Dylan. Faith s’enfuit de chez elle à cause du conflit entre ses parents.  Lorsqu’on lui présente la possibilité de retourner à l’entente de garde partagée de ses parents, Faith les rejette tous les deux, décidant plutôt de vivre avec ses grands-parents. L’année suivante, Faith devient rancunière à l’égard de la nouvelle relation de Nick avec Chelsea Lawson. Elle voit également le petit ami de Sharon, Scotty Grainger, embrasser sa tante Abby Newman.

### Le cancer de Sharon et accident de Faith
Faith s’éloigne de Genoa City pour fréquenter un pensionnat. À son retour, elle apprend que Sharon a reçu un diagnostic de cancer du sein et commence à mal se comporter à l’école.  Après la publication d’une histoire sur les antécédents criminels d’Adam, qui révèle l’enlèvement de Faith au public, Faith est victime de cyberintimidation. Elle se lie d’amitié avec Jordan qui l’influence à boire alors qu’elle est mineure. Faith apprend que Jordan lui avait envoyé des SMS en tant qu’admirateur secret nommé Tommy. Faith décolle alors dans un camion, qu’elle finit par écraser; Adam trouve Faith et l’amène à l’hôpital. Lorsque Faith reçoit un diagnostic de néphrite interstitielle aiguë et nécessite une greffe de rein Adam s’avère correspondre au groupe sanguin rare de Faith et lui fait don de son rein.